# Sturisoma
Sturisoma és un gènere de peixos de la família dels loricàrids i de l'ordre dels siluriformes.originària d'Amèrica: Panamà, Colòmbia, i a les conques dels rius Amazones, Orinoco i Paranà.

## Taxonomia
- Sturisoma aureum (Steindachner, 1900)[2]
- Sturisoma barbatum (Kner, 1853)[3]
- Sturisoma brevirostre (Eigenmann & Eigenmann, 1889)[4]
- Sturisoma dariense (Meek & Hildebrand, 1913)[5]
- Sturisoma festivum (Myers, 1942)[6]
- Sturisoma frenatum (Boulenger, 1902)[7]
- Sturisoma guentheri (Regan, 1904)[8]
- Sturisoma kneri (Ghazzi, 2005)[9]
- Sturisoma lyra (Regan, 1904)[8]
- Sturisoma monopelte (Fowler, 1914)[10]
- Sturisoma nigrirostrum (Fowler, 1940)[11]
- Sturisoma panamense (Eigenmann & Eigenmann, 1889)[4]
- Sturisoma robustum (Regan, 1904)[8]
- Sturisoma rostratum (Spix & Agassiz, 1829)[12]
- Sturisoma tenuirostre (Steindachner, 1910)[13]